# Provincia di Dien Bien
Dien Bien (vietnamita: Điện Biên, ideogrammi: 奠邊) è una provincia della regione nord-occidentale del Viet Nam. Occupa una superficie di 9.562,9 km² e ha una popolazione di 598.856 abitanti.

## Amministrazione
Dien Bien è una nuova provincia che è stata creata dalla divisione della provincia di Lai Chau a fine 2004. Dien Bien racchiude tutte le zone a sud del Đà River (fiume Nero), mentre la nuova provincia di Lai Chau include quelle a nord.
Dien Bien è divisa in una città (Dien Bien Phu), una cittadina (Mường Lay, precedentemente chiamata Lai Châu) e otto distretti:
- Điện Biên
- Điện Biên Đông
- Mường Chà (precedentemente chiamato Mường Lay)
- Mường Nhé
- Tủa Chùa
- Tuần Giáo
- Mường Ảng
- Nậm Pồ

Il capoluogo della provincia, Dien Bien Phu, è famoso per l'omonima battaglia combattuta tra francesi e Viet Minh.